# Umělá hmota (hudební skupina)
Umělá hmota je česká undergroundová skupina, působící od roku 1973. Založili ji Milan „Dino“ Vopálka a Josef Vondruška. Skupina se později rozdělila na dvě části: Umělá hmota II (Vopálka) a Umělá hmota III (Vondruška). Před koncem 70. let ukončila svou činnost, znovu začala vystupovat až v roce 1989. Od té doby v jejím čele stojí Vopálka, zpočátku doprovázen dalšími členy ze 70. let, později mladšími hudebníky. Vydala tři studiová alba, Barbara (1991), My dva a kněz (1993) a Starej gauner (2007).

## Diskografie
- Live 1990 (Black Point, 1990)
- Barbara (Globus International, 1991)
- My dva a kněz (Újezd, 1993)
- Ve sklepě – 1976/77 (Guerilla Records, 2003)
- Starej gauner (Guerilla Records, 2007)
- Live 2021 (Guerilla Records, 2022)[2]

## Členové

### Současní
- Milan „Dino“ Vopálka – zpěv (1973–1978, 1989–dosud)
- Daniel Lundák – kytara (od 1993)
- Vojtěch Starý – klávesy (2007–2016, od 2021)
- Petr Kumandžas – baskytara (od 2022)
- Jakub Stankovič – bicí (od 2023)

### Dřívější
- Josef Vondruška (70. léta)
- Jan „Dlouhán“ Kučera – bicí (1973–1977, 1989–2002)
- Ivan „Váňa“ Bierhanzl – baskytara (70. léta)
- Otakar „Alfréd“ Michl
- Jindřich Belant – zpěv, perkuse (70. a 90. léta)
- Zdenek „McQuack“ Rampa – bicí (od 2002)
- Ondřej Horák – baskytara (1989–1992, od 2006)
- Milan Macháček – baskytara (1992–2006)
- Dana Janovská – klávesy (2016–2021)